# Stan Van Tricht
Stan Van Tricht (født 20. september 1999 i Leuven) er en cykelrytter fra Belgien, der er på kontrakt hos Alpecin-Deceuninck.